# Sacramentum (groupe)
Pour les articles homonymes, voir Sacramentum.
Sacramentum est un groupe de blackened death metal suédois, originaire de Göteborg. Formé en 1990, Sacramentum se sépare en 2001.

## Biographie
Le groupe est initialement formé sous le nom de Tumulus en 1990 à Göteborg. Leur style musical est orienté black et death metal mélodique dont l'empreinte de Dissection est palpable. Les deux premières productions sont produites par le label français Adipocere Records, les deux dernières sur Century Media Records.
La première production officielle du groupe date de 1992 ; juste avant la publication de leur première cassette démo, Sedes Impiorum, le groupe change de nom pour Sacramentum. En février 1994, Sacramentum entre au Unisound Studio pour enregistrer l'EP auto-financé Finis Malorum, réédité un an plus tard par Adipocere Records. Avant la sortie de l'EP, Nicklas Rudolfsson (désormais chez Runemagick, Swordmaster et Deathwitch) se joint à la batterie, et Karlén passe de la guitare à la basse. Avec ce trio, Sacramentum retourne au Unisound Studio en juin et juillet 1995 pour enregistrer leur tout premier album studio Far Away from the Sun,. Finalement publié en mai 1996, l'album est félicité dans la scène underground,. Le groupe part en tournée en Europe avec Ancient Rites, Bewitched et Enthroned.
Au printemps 1997, Sacramentum signe avec Century Media. Le second album studio, The Coming of Chaos, est en registré en juin 1997 dans le studio du guitariste Andy LaRocque, Los Angered Recordings, et publié en septembre 1997. À cet instant, le groupe s'oriente vers un style blackened death metal. Le groupe se lance encore une fois dans une tournée européenne avec Old Man's Child et Rotting Christ. Le dernier album de Sacramentum, Thy Black Destiny, est enregistré en septembre 1998 aux Los Angered Recordings. Le groupe se sépare peu de temps après.

## Membres

### Derniers membres
- Nisse Karlén - chant (1990-2001), batterie (1990-1994), basse (1994-2001)[1]
- Anders Brolycke - guitare (1990-2001)[1]
- Niclas Andersson - guitare (1998-2001)[1]

### Anciens membres
- Freddy Andersson - basse (1990-1994)[1]
- Mikael Rydén - batterie (1990-1994)[1]
- Nicklas Rudolfsson - batterie (1994-1999)[1]
- Thomas Backelin - guitare (1994)[1]

## Discographie
- 1992 : Sedes Impiorum (démo)
- 1992 : Finis Malorum (EP)
- 1994 : In Conspiracy with Satan - A Tribute to Bathory (compilation)
- 1996 : Far Away from the Sun (album studio)
- 1997 : The Coming of Chaos (album studio)
- 1998 : A Tribute to Sepultura (compilation)
- 1998 : Tribute to Mercyful Fate (compilation)
- 1999 : Thy Black Destiny (album studio)